# Annaburg Porzellan

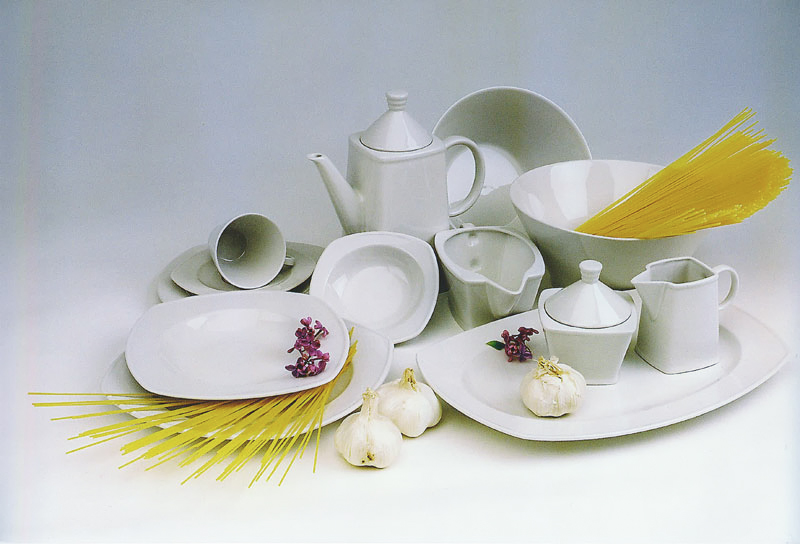
Annaburger Porzellan

Die Annaburg Porzellan GmbH war ein Hersteller von Haushalts- und Hotelporzellan in Annaburg in Sachsen-Anhalt.

## Geschichte

### Steingut Manufaktur (1874–1883) (1. Epoche)
Die Anfänge der Annaburg Porzellan GmbH gehen bis in das Jahr 1874 zurück. Hauptprodukte der Fertigung waren Küchengarnituren, die in den Jahren 1874–1876 gebauten ersten Rundöfen hergestellt wurden.

### Annaburger Steingutfabrik (1883–1895)
Im Jahre 1883 wurde die Steingut-Manufaktur von Adolph Heckmann mit 10 Mitarbeitern übernommen und als Annaburger Steingutfabrik gegründet. Das Unternehmen erhielt größtenteils sein heutiges Aussehen. Getragen von technischen Neuerungen begann ein enormer Aufschwung, der 325 Mitarbeitern Arbeit sicherte.
Am 1. Juli 1895 verkaufte Adolph Heckmann das Werk, zu dem noch ein weiteres Unternehmen in Magdeburg-Neustadt gehörte. Beide Werke gingen in den Besitz einer Aktiengesellschaft über.

### Annaburger Steingutfabrik AG (1895–1945)
Bei der Übernahme der Heckmann´schen Steingutfabrik für 1 Million Goldmark betrug der Grundbesitz 220.322 m² inkl. Beamten- und Arbeiterwohnhäusern. Es existierten bereits 12 Brennöfen, in denen hochwertige Steingutgeschirre, Kunsttöpferreien und Plastiken gebrannt wurden. Eingetragener Hauptaktionär war Carl Untucht & Co. aus Berlin, Kaufmann Gustav Müller und Hans Untucht, beide aus Annaburg.
Während der Wirtschaftskrise von 1899 bis 1901 brach der Absatz ein, in Folge wurden die Löhne gekürzt und man stellte das Sortiment auf die Produktion von zwei Küchengarnituren, einer Waschgarnitur sowie von Milchtöpfen und Tellern um.
Bis zum Jahr 1906 wuchs die Belegschaftsgröße auf ca. 600 Personen an. Ein Brand im gleichen Jahr zerstörte das Werk teilweise und so war es notwendig eine neue Malerei und einen neuen Sortierraum aufzubauen.
Im Jahr 1909 erhielt das Werk seinen ersten Tunnelofen und war fortan in der Lage qualitativ hochwertiges Steingut zu produzieren.
Nach Ende des Ersten Weltkrieges ging im Jahr 1918 die Belegschaftsstärke auf rund 300 Personen zurück, wuchs aber von 1924 bis 1928 aufgrund einer Hochkonjunkturphase erneut auf über 600 Personen an.
Die Ende 1928 einsetzende Arbeitslosigkeit, bedingt durch die Weltwirtschaftskrise von 1928 bis 1932, wirkte sich auf das Steingutwerk unmittelbar aus, so dass die Belegschaft um die Hälfte reduziert wurde.
Vor und während des Zweiten Weltkrieges wurde das Unternehmen als Aktiengesellschaft von Direktor Schäfer und dem späteren Besitzer Hans Untucht weitergeführt. Die Produktion wurde in den Kriegsjahren durch Kriegsgefangene aufrechterhalten.
Das Ende der Annaburger Steingut AG wurde durch den Suizid von Hans Untucht am 9. Juli 1945 besiegelt.

### 1945–1989 (2. Epoche)
Unter folgenden Namen produzierte das Werk Annaburg in der Zeit vom Kriegsende bis zur Grenzöffnung:
- Annaburger Steingutfabrik 1946
- Industrie-Werk Sachsen, Annaburger Steingutwerk 1947
- Vereinigung volkseigener Betriebe der Bau- und Baustoffindustrie Sachsen-Anhalt, Annaburger Steingutfabrik, Annaburg/Kreis Torgau 1948
- Vereinigung volkseigener Betriebe (G) Baustoffe Sachsen-Anhalt, Annaburger Steingutfabrik, Kreis Torgau 1949
- VVB Keramik, Annaburger Steingutfabrik, Annaburg/Kreis Torgau 1950
- VEB Steingutwerk Annaburg/Kreis Jessen 1953
- VEB Porzellankombinat Colditz, Werk Annaburg 1970
- VEB Sintolanwerk Annaburg, Betrieb des VEPorzellankombinat Colditz 1973
- VEB Vereinigte Porzellanwerke Colditz, Werk Annaburg 1980

### Annaburg Porzellan GmbH (1990–1992) (3. Epoche)
Mit der deutschen Wiedervereinigung wurde das Werk aus dem Kombinatsverband Kahla und dem Vereinigten Porzellanwerk Colditz herausgelöst und unter der Hoheit der Treuhandanstalt Berlin als eigenständiger Betrieb „Annaburg Porzellan GmbH“ weitergeführt.

### Annaburg Porzellan GmbH (1992 bis 2015)

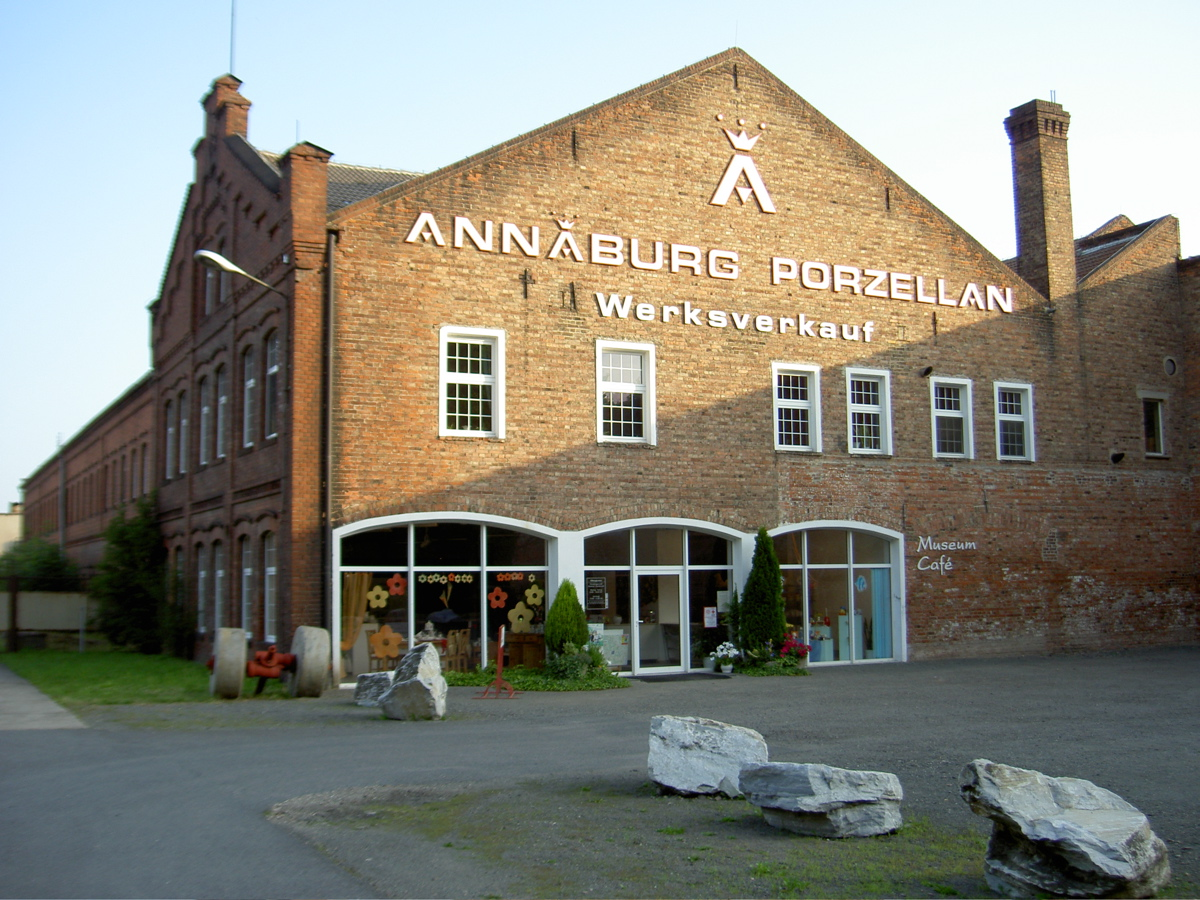
Porzellanmuseum Annaburg

Zum 1. Juli 1992 erfolgte die Privatisierung durch die Treuhandanstalt Berlin an das Unternehmen Ceraplan GmbH. Damit wurde der Fortbestand dieses Traditionsunternehmens gewährleistet, das seitens der Treuhandanstalt und des Landes zum 31. Dezember 1991 geschlossen werden sollte. Die Annaburg Porzellan war bis 2015 der einzige Geschirrporzellanproduzent in Sachsen-Anhalt.
Die Produktpalette wurde völlig verändert und den Bedürfnissen des in- und ausländischen Marktes angepasst. Aufgrund der maschinellen Ausstattung konnte das Werk individuelle Produkte auch in kleinen Losgrößen fertigen. Die Spezialisierung in Bereichen der Hotellerie und Gastronomie waren ebenso wichtige Standbeine wie die Entwicklung und markenrechtliche Eintragung eines eigens entwickelten feuerfesten Werkstoffes. Die Marke Cordoflam war seit Dezember 2010 ein eingetragenes Markenzeichen der Annaburg Porzellan.
Das Unternehmen verfügte über ein kleines Werksmuseum, in dem die Geschichte der Annaburger Porzellan dargestellt wird. Hier wurden Lehrgänge für Aufglasurmalerei und Unterglasurmalerei auf Porzellan angeboten.
Im Mai 2015 wurde der Insolvenzantrag beim zuständigen Insolvenzgericht in Dessau-Roßlau gestellt. Ende Juli 2015 wurde der Betrieb in der Annaburg Porzellan eingestellt.